# پیتزو کوادرو
پیتزو کوادرو (به لاتین: Pizzo Quadro) یک کوه در سوئیس است که در کانتون تیچینو واقع شده‌است. پیتزو کوادرو ۲٬۷۹۳ متر بالاتر از سطح دریا واقع شده‌است.